# Temporada 1993 del Campeonato de Galicia de Rally
La temporada 1993 fue la edición 15º del Campeonato de Galicia de Rally. Comenzó el 26 de marzo en el Rally do Albariño y terminó el 12 de diciembre en el Rally 1000 Vistas.

## Calendario
| N.º | Fecha              | Rally                   | Resultados |
| --- | ------------------ | ----------------------- | ---------- |
| 1   | 26-27 de marzo     | 2.º Rally do Albariño   | Resultados |
| 2   | 17 de abril        | 10.º Rally de Noia      | Resultados |
| 3   | 16 de mayo         | 27.º Rally do Lacón     | Resultados |
| 4   | 6 de junio         | 24.º Rally de Ferrol    | Resultados |
| 5   | 25-27 de junio     | 26.º Rally de Ourense   | Resultados |
| 6   | 9-11 de julio      | 15.º Rally San Froilán  | Resultados |
| 7   | 8 de agosto        | 29.º Rally Rías Baixas  | Resultados |
| 8   | 24 de octubre      | 7.º Rally Botafumeiro   | Resultados |
| 9   | 19-21 de noviembre | 11.º Rally de La Coruña | Resultados |
| 10  | 11 de diciembre    | 4.º Rally Mil Vistas    | Resultados |

## Clasificación
| Pos. | Piloto               | 1 ALB | 2 NOI | 3 LAC | 4 FER | 5 OUR | 6 SFR | 7 RBX | 8 BOT | 9 COR | 10 RMV | Ptos. |
| ---- | -------------------- | ----- | ----- | ----- | ----- | ----- | ----- | ----- | ----- | ----- | ------ | ----- |
| 1.   | Arturo Rial          | 2     | 3     | 3     |       | 7     | 8     | 2     | 1     | 6     | 4      | 1127  |
| 2.   | Germán Castrillón    | 1     | 1     |       | 1     | Ret   | 2     | 1     |       | Ret   | 1      | 955   |
| 6.   | José Tojo Lens       |       |       |       | 14    |       |       |       | 4     | 18    | 12     | 471   |
| 7.   | Jesús Campos         |       |       | 9     | 6     |       | 16    | 8     |       |       | 7      | 262   |
|      | Manuel Senra         |       | 2     | 1     |       |       |       | Ret   | Ret   | Ret   | Ret    |       |
|      | Javier Paz           | 4     |       | 2     | 2     | 11    |       |       |       |       |        |       |
|      | José María Magdaleno |       |       |       |       | 19    |       |       | 5     |       | 9      |       |
|      | Óscar Outeiriño      |       |       |       |       |       |       | 7     | 2     | 11    | Ret    |       |
|      | Juan Carlos Táboas   | 3     | 4     | 5     | 4     |       | 13    | Ret   |       | 7     | 5      |       |
|      | Pedro Luis Castañón  | 6     |       |       |       |       |       |       |       | 17    | 15     |       |
|      | Miguel Dopico        |       |       |       | 3     |       |       |       |       | Ret   | 2      |       |
|      | Ricardo Vidal        | 9     |       |       | 5     |       |       |       |       | 12    | 8      |       |
|      | Germán Gómez         | 10    |       |       |       |       |       |       |       |       |        |       |
|      | Manuel Varela        | 5     |       | 4     | 10    |       |       | 3     |       |       |        |       |
|      | Javier Azcona        |       |       | 6     |       | 12    | 12    | Ret   | 3     | 3     |        |       |